# NITAG

Letztes Markenzeichen der NITAG

Die NITAG war ein deutsches Mineralölunternehmen mit eigener Tankstellenkette, das von 1924 bis 1956 bestand. Der Hauptsitz war in Hamburg. Die NITAG ging 1956 in der Deutschen Gasolin-Nitag AG auf.

## Geschichte

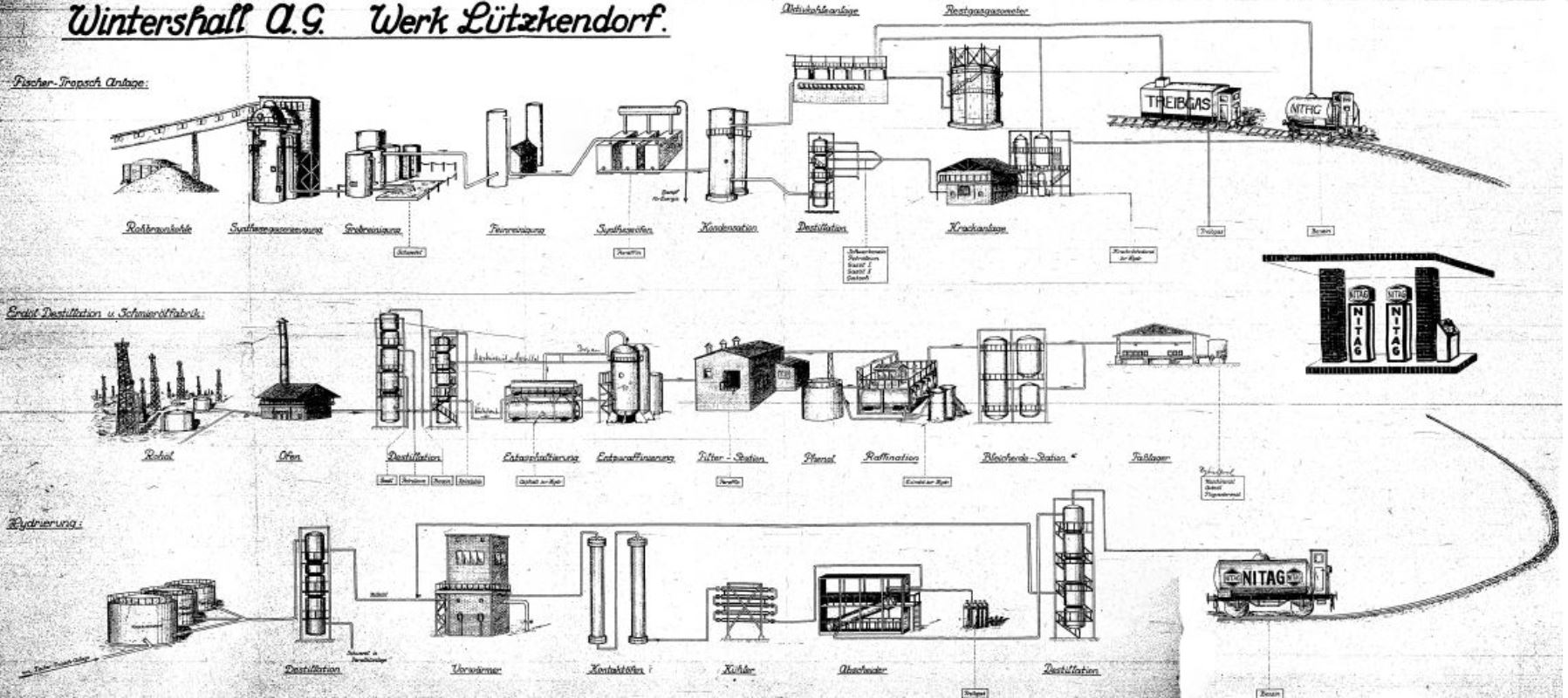
Schema der drei großtechnischen Anlagen der Wintershall A.G. im Mineralölwerk Lützkendorf 1939

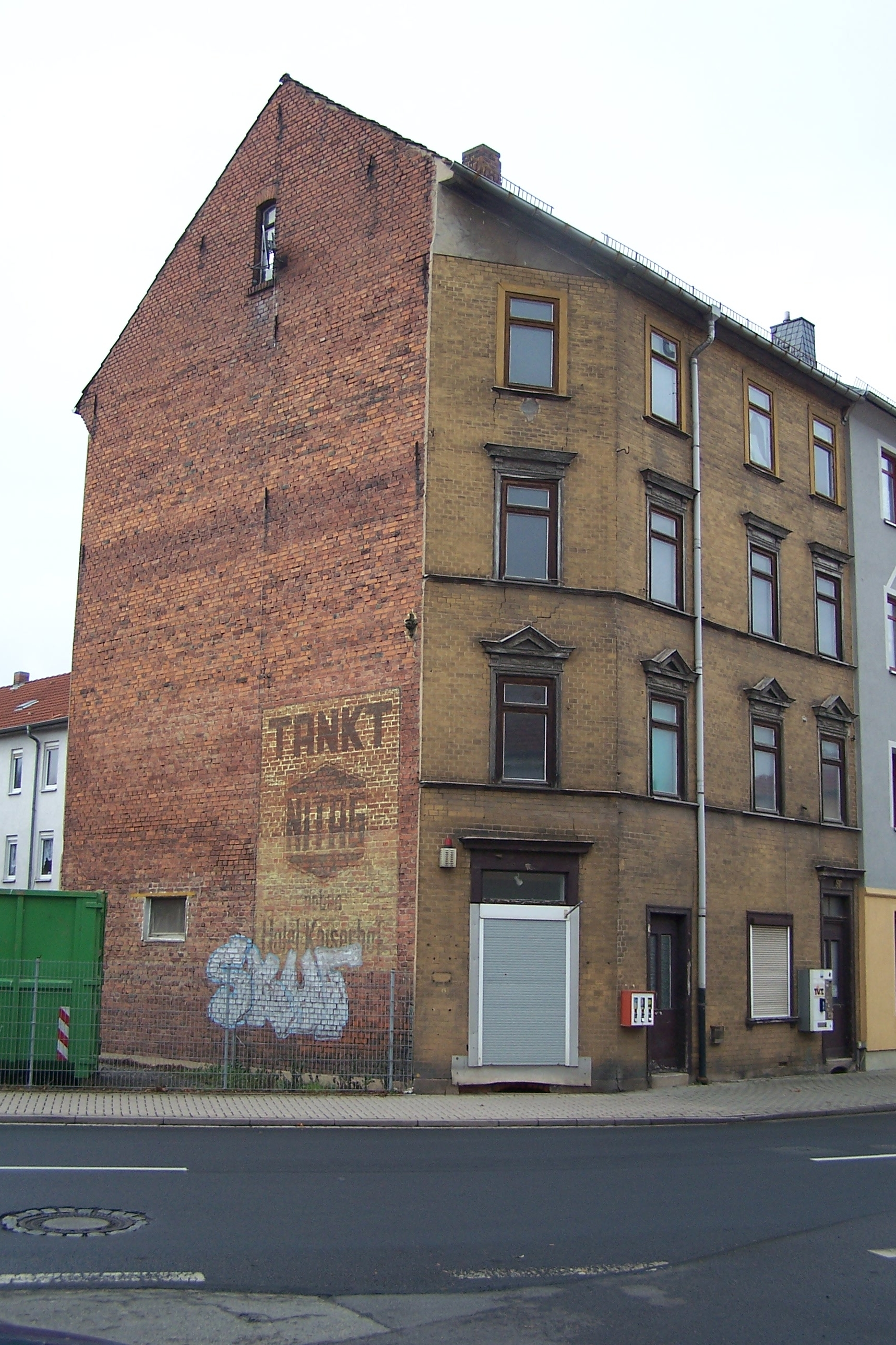
Haus Altstadtstraße 60 in Eisenach mit ehemaliger NITAG-Werbung

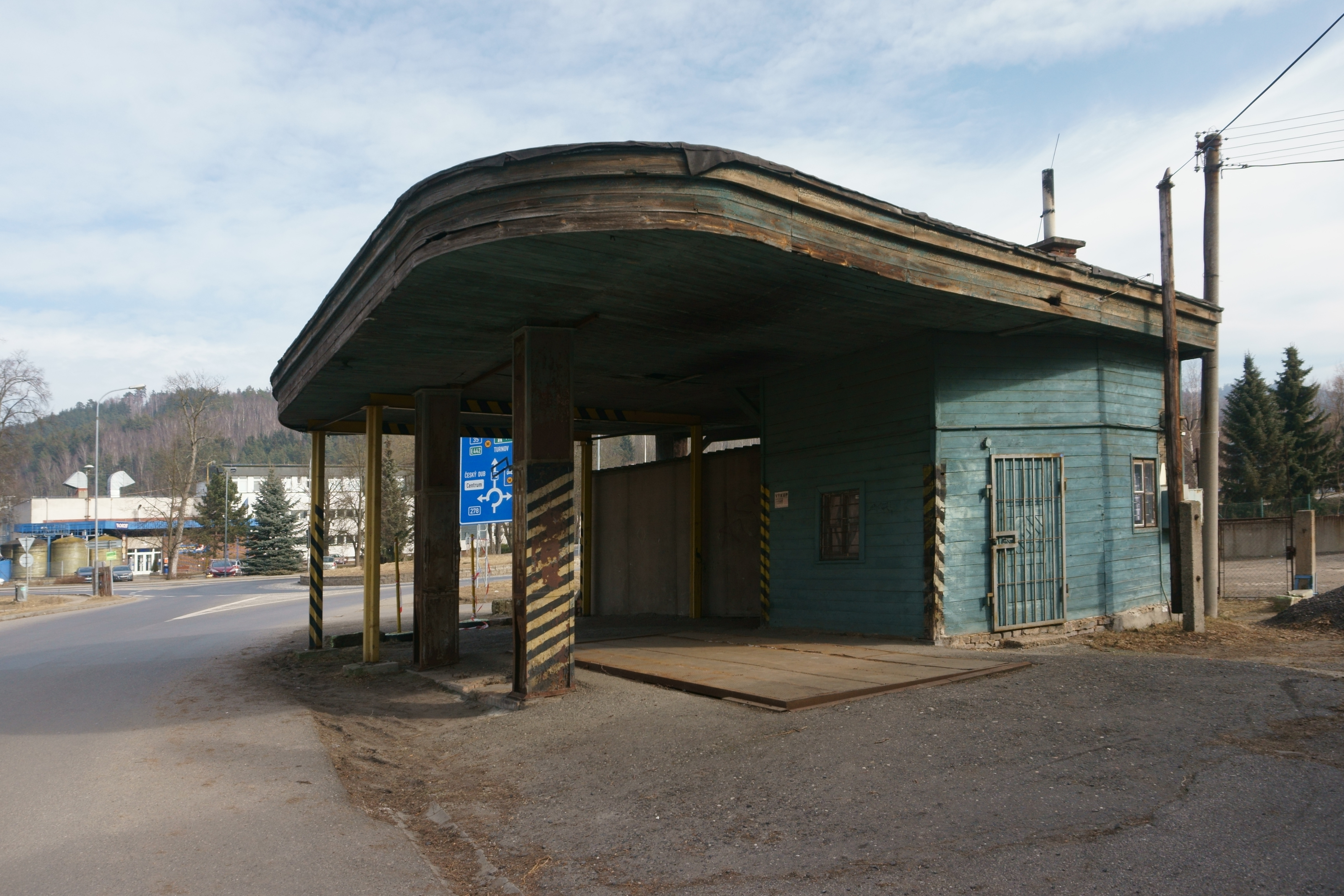
Ehemalige grün-gelbe NITAG-Tankstelle in Hodkovice nad Mohelkou (dt. Liebenau, Bezirk Reichenberg, Böhmen): An der vorderen Säule steht zur Straße hin „NITAG“ (2018).

Um 1924 trat die Mineralölimportgesellschaft Naphthaindustrie und Tankanlagen AG (NITAG), Berlin auf den Markt. Sie war entstanden aus der Auflösung der russischen Aktivitäten um die Europäische Petroleum-Union, unter anderem aus den sich außerhalb Russlands befindlichen Transportkapazitäten der Nobel-Gruppe. Die Berliner Familie Kahan übernahm dazu die Nobel-Unternehmen United Caucasus Oil, London, die Caucasian Oil, Kopenhagen und die Kaukasus Handels-GmbH in Berlin. Ferner gründete sie als Tochterunternehmen die Rheinische Naphta Industrie AG in Berlin und expandierte als Tankstellenkette. Ab 1926 nahm auch das US-Bankhaus Hardy & Co. in New York Einfluss auf die Entwicklung des Unternehmens.
1934 übernahm die Wintershall die Mehrheit der vorher unabhängigen NITAG und firmierte sie als ihre Vertriebsorganisation vor 1938 in NITAG Deutsche Treibstoffe AG um. Die NITAG wurde damit, neben Mihag, Wiesöl und Wintershall Mineralöl GmbH, die hauptsächliche Vertriebstochter für den Absatz der Mineralölprodukte. 1936 hatte sie mit ihrem Angebot von Nitalin (Benzin) und Nital (Benzin-Benzol-Gemisch) über ihre 650 Zapfstellen eine Quote von 3,0 % und war damit in Deutschland die siebtgrößte Tankstellenkette. Beide Ottokraftstoffe bekamen ab 1930 nach Einführung der Bezugsverordnung von Spiritus zu Treibstoffzwecken eine bis zu 10-prozentige Agraralkohol-Beimischung. Die Autoöle hießen Vitamol.
Um 1938 akquirierte Wintershall die Pennsylvania GmbH aus Mannheim und integrierte deren 433 Zapfstellen in das NITAG-Netz. Everth & Co. GmbH (EUCO) aus Dresden war bereits vorher in der NITAG aufgegangen.
Die von der NITAG im Juli 1938 herausgegebenen Autokarten (basierend auf den UNITI-Karten) zeigen neben Deutschland auch ein großes Zapfstellennetz in Österreich. Die großen Unabhängigen gaben die UNITI-Karten mit eigenem Deckel heraus so wie die NITAG, während die kleineren UNITI-Mitglieder die Karten unverändert ließen.
1945 fiel die NITAG in Österreich (im sowjetischen Sektor) als „deutsches Eigentum“ an die Sowjetische Mineralölverwaltung (SMV). 1955 wurden der Sowjetunion gemäß dem Österreichischen Staatsvertrag die Eigentumsrechte an der NITAG mit Öllager am Praterspitz übertragen und dann von Österreich abgegolten. Sie wurde damit verstaatlicht, von der 1956 gegründeten Österreichischen Mineralölverwaltung (ÖMV) übernommen und ging über die österreichische „Martha“ mit ihrer Marke Aral in der heutigen OMV auf.
Durch die Enteignungen in der sowjetischen Besatzungszone in Deutschland verlor Wintershall einen Teil der NITAG-Tankstellen. Ab 1946 versuchte die OLEX zusammen mit ihrer Muttergesellschaft Anglo-Iranian Oil Company die Übernahme der NITAG zur Erweiterung ihrer Vertriebskapazität, was 1949 scheiterte. Trotzdem kamen beide Unternehmen Ende 1950 zu einer Übereinkunft bezüglich des Tausches der Firmenfarben (s. u.).
1952 wurde von Wintershall zusammen mit der DEA die Aktienmehrheit an der Deutschen Gasolin AG übernommen und weitergeführt.
1956 wurde die Wintershall Aktionär der BV-Aral unter Einbringung ihrer Tankstellenorganisation NITAG und der Anteile an der Gasolin. Gleichzeitig wurde die DEA Aktionär an der BV-Aral unter Einbringung ihrer Tankstellen sowie der Anteile an der Gasolin. Daraufhin wurde die NITAG mit ihren 650 Tankstellen auf die Gasolin zur Deutsche Gasolin-Nitag AG verschmolzen und das gelb-blaue Logo sowie der Hamburger Firmensitz aufgegeben.
Der Firmensitz befand sich zuletzt in Hamburg-Rotherbaum am Mittelweg nahe der Moorweide. In diesen zog später die DEA/Deutsche Texaco ein.

## Firmenfarben

Vorherige Farben der NITAG

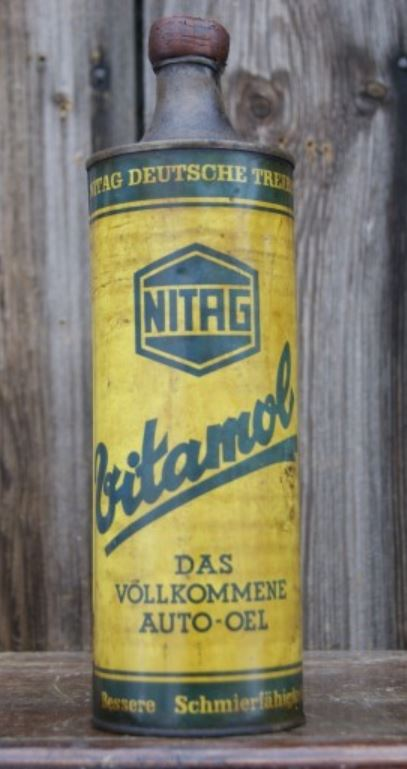
NITAG-Vitamol Auto-Oel in Grün-Gelb

Um die Firmenfarben Gelb-Grün weltweit nutzen zu können (für das gelb-grüne BP-Logo), kam die Anglo-Iranian Oil Company mit der Wintershall überein, die bisherigen NITAG-Farben Grün-Gelb aufzugeben. Die anschließende Umsignalisation der NITAG-Tankstellen und aller Fahrzeuge auf die neuen Firmenfarben Gelb-Blau (die bisherigen Farben der Olex/BP) wurde durch die Anglo-Iranian Oil Company bezahlt.
Die ehemalige Muttergesellschaft der NITAG, Wintershall, benutzte die Farbkombination Gelb-Blau des letzten Markenzeichens bis zur Fusion mit der DEA 2019 als Firmenfarben.

## Werke
Während der 1950er Jahre wurden die meisten Zeichnungen und Illustrationen der Nitag-Werbung durch den Illustrator Carl Busse erstellt, in dessen Atelier der Maler und spätere Gasolin-Grafiker Bruno Bergner sein Handwerk lernte.
- NITAG Deutsche Treibstoffe AG (Hrsg.), Carl Busse (Künstlerische Gestaltung): Oel aus deutscher Erde. Hamburg, 1954.